# Колесник, Владимир Андреевич
Владимир Андреевич Коле́сник (бел. Уладзімір Андрэевіч Калеснік; 17 сентября 1922 — 15 декабря 1994, Брест) — белорусский советский литературовед, прозаик. Кандидат филологических наук, профессор. Заслуженный работник высшей школы Белорусской ССР (1979). Лауреат Государственной премия БССР имени Якуба Коласа (1980). Член Союза писателей СССР (1960).

## Биография
Родился в 1922 году в белорусской крестьянской семье в деревне Синявская Слобода (тогда в составе Польской Республики, ныне — Кореличский район, Гродненская область, Беларусь).
Окончил 7-летнюю школу в Еремичах. Учился в Новогрудском педагогическом училище.
Во время Великой Отечественной войны принимал участие в создании подпольных антифашистских организаций и боевых дружин в верхнем Наднеманье. Летом 1942 года в составе одной из боевых дружин вступил в партизанский отряд имени В. И. Чапаева. На основе диверсионной группы, в которой он был минёром, был создан новый отряд «Камсамольскі».
С осени 1942 года В. А. Колесник командовал взводом, через год стал начальником штаба отряда «2-гі Камсамольскі» бригады «Камсамолец» Барановичского соединения. В 1943 году Мирским подпольным райкомом был принят кандидатом в члены КП(б)Б.
В 1949 году окончил Минский педагогический институт, аспирантуру при данном институте (1952).
В 1952—1954 годы — заведующий кафедрой литературы Бобруйского учительского института, в 1956—1988 годы — заведующий кафедрой белорусской литературы Брестского педагогического института, возглавлял Брестское областное литературное объединение (1956—1970), был секретарем СП БССР (1981—1983).
Умер 15 декабря 1994 года. Похоронен в Бресте на кладбище Плоска.

## Основные научные труды
Один из авторов «Гісторыі беларускай савецкай літаратуры» (1964), «Истории советской многонациональной литературы» (1971), «Истории белорусской советской литературы» (1977), а также учебных пособий и учебников для высшей школы.
- Калеснік, Ул. А. Паэзія змагання : Максім Танк і заходнебеларуская літаратура / Ул. А. Калеснік. — Мінск : Дзяржаўнае выдавецтва БССР, 1959. — 252 с.
- Калеснік, Ул. А. Час і песні : Літаратурныя нарысы і партрэты / Ул. А. Калеснік. — Мінск : Дзяржаўнае выдавецтва БССР, 1962. — 240 с.
- Калеснік, Ул. А. Зорны спеў : Літаратурныя партрэты, нарысы, эцюды / Ул. А. Калеснік. — Мінск : Мастацкая літаратура, 1975. — 400 с.
- Калеснік, Ул. А. Ветразі Адысея : Уладзімір Жылка і рамантычная традыцыя ў беларускай паэзіі / Ул. А. Калеснік. — Мінск : Мастацкая літаратура, 1977. — 328 с.
- Калеснік, Ул. А. Максім Танк : Нарыс жыцця і творчасці / Ул. А. Калеснік. — Мінск : Мастацкая літаратура, 1981. — 189 с.
- Калеснік, Ул. А. Лёсам пазнанае : Выбраныя літаратурныя партрэты / Ул. А. Калеснік. — Мінск : Мастацкая літаратура, 1982. — 558 с.
- Калеснік, Ул. А. Тварэнне легенды : Літаратурныя партрэты і нарысы / Ул. А. Калеснік. — Мінск : Мастацкая літаратура, 1987. — 431 с.
- Калеснік, Ул. А. Янка Брыль : Нарыс жыцця і творчасці / Ул. А. Калеснік. — Мінск : Народная асвета, 1990. — 255 с.

## Литературные произведения
- Калеснік, Ул. А. Аповесць пра Таўлая / Ул. А. Калеснік // Полымя, 1964—1965.
- Калеснік, Ул. А. Пасланец Праметэя / Ул. А. Калеснік. — Мінск : Юнацтва, 1984. — 160 с.
- Я з вогненнай вёскі… / А. Адамовіч, Я. Брыль, Ул. А. Калеснік. — Мінск : Мастацкая літаратура, 1975. — 448 с.
- Калеснік, Ул. А. Доўг памяці / Ул. А. Калеснік. — Брэст : ААТ «Брэсцкая друкарня», 2005.

Составил сборники поэзии «Сцягі і паходні» (1965), «Ростані волі» (1990), «Усё чалавечае».

## Награды и премии
- Государственной премии Белорусской ССР имени Якуба Коласа (1980) — за участие в написании двухтомного исследования «Истории белорусской дооктябрьской литературы» и «Истории белорусской советской литературы».
- Орден Отечественной войны I степени (1.8.1986)
- Орден «Знак Почёта»
- Орден Дружбы народов
- Медали.

## Память
- В Бресте на доме, где проживал Владимир Андреевич Колесник, открыта мемориальная доска, а в новом микрорайоне Юго-Запад его именем названа улица.
- Союз писателей Беларуси основал премию имени В. А. Колесника[бел.].
- В Брестском государственном университете существует также стипендия имени В. А. Колесника.
- Решением Брестского областного исполнительного комитета от 27 июля 2007 г. № 572 учреждена литературная премия Брестского областного исполнительного комитета имени В.А.Колесника за достижения в области литературы.[2]
- Школа, которую окончил В. А. Колесник, с 17 сентября 1997 года носит его имя[3] (аг. Еремичи Кореличского района Гродненской области Республики Беларусь).
- Библиотека-филиал № 7 "Юность" сети городских библиотек г. Бреста с 2002 г. носит имя В. А. Колесника.